# Rie Azami
Rie Azami (薊 理絵, Azami Rie), née le 11 janvier 1989, est une joueuse internationale de football japonaise.

## Biographie
Le 26 septembre 2013, elle fait ses débuts avec l'équipe nationale japonaise contre l'équipe du Nigeria. Elle compte 2 sélections en équipe nationale du Japon entre 2013 à 2015.

## Statistiques
Le tableau ci-dessous présente les statistiques de Rie Azami en équipe nationale
| Équipe du Japon | Équipe du Japon | Équipe du Japon |
| Année           | Matchs          | Buts            |
| --------------- | --------------- | --------------- |
| 2013            | 1               | 0               |
| 2014            | 0               | 0               |
| 2015            | 1               | 0               |
| Total           | 2               | 0               |